# Ascoforge Safe
Setforge Near Net
Ascoforge Safe est une société française de forgeage fondée en 1932 par Louis Renault pour la production d'aciers spéciaux de construction mécanique. Sous la direction de la Société des Aciers Fins de l'Est dans les années 1950, puis d'Usinor et enfin d'Ascometal en 1999, Ascoforge Safe est devenue en 2007 une entreprise indépendante. 
Basée à Hagondange en Moselle, l'entreprise est spécialisée dans la production en grandes séries de pièces forgées à chaud, à froid et à mi-chaud, destinées aux constructeurs et équipementiers automobiles. Boîtes de vitesses manuelles et automatiques, composants de systèmes d'injection Diesel, différentiels, pièces de transmission et de liaison au sol, sont autant de composants produits et développés par Ascoforge Safe.
En janvier 2011, l'entreprise, devenue Safe Automotive, est placée en redressement judiciaire. En mars 2011, elle est reprise par le groupe français Farinia, épaulé par le Fonds stratégique d'investissement. En injectant 11,5 M€ en actions et obligations, ce dernier s'octroie 30 % des parts. La reprise a permis de sauver 259 emplois sur un total de 320. Un investissement dans une nouvelle presse a pérennisé l'activité. L'entreprise continue depuis d'opérer sous le nom de Setforge Near Net.